# Faridkot (distrikt)
Faridkot är ett distrikt i den indiska delstaten Punjab. Distriktets huvudstad är Faridkot.